# Чесноковка (приток Булы)
Чесноко́вка (чув. Ыхра Çырми) — река в России, протекает по Батыревскому району Чувашской Республики. Устье реки находится в 73 км по левому берегу реки Була у деревни Старое Котяково. Длина реки составляет 12 км.
Рядом с рекой расположены д. Чувашские Ишаки, Долгий Остров, Новое Котяково, Старое Котяково.

## Данные водного реестра
По данным государственного водного реестра России относится к Верхневолжскому бассейновому округу, водохозяйственный участок реки — Свияга от села Альшеево и до устья, речной подбассейн реки — Волга от впадения Оки до Куйбышевского водохранилища (без бассейна Суры). Речной бассейн реки — (Верхняя) Волга до Куйбышевского водохранилища (без бассейна Оки).

## Топографические карты
- Лист карты N-38-36 Батырёво. Масштаб: 1 : 100 000. Состояние местности на 1983 год. Издание 1989 г.